# Кримска война
Кримската война (октомври 1853 – февруари 1856) е военен конфликт между Русия и съюз между Османската империя, Франция, Британската империя и Сардинското кралство.
Войната е част от дълъг конфликт между Великите европейски сили за влияние върху териториите на западащата Османска империя. Основната част на конфликта се развива на Кримския полуостров, но военни действия се провеждат и на Балканите, в Кавказкия регион, Балтийско море и Тихия океан.
В миналото в Русия войната е била е известна и като Източната война.
Кримската война се разглежда като първата „модерна война“ с използване на технологични новости като железници и телеграф. Тя е и първата война, широко документирана с фотография.

## Причини за конфликта
Към средата на 19 век Англия и Франция изместват Русия от близкоизточните пазари и поставят Османската империя под свое влияние. Император Николай I не успява да се договори с Англия за разделяне на Османската империя. През януари 1853 година руският цар предлага на британския посланик Русия да се установи в Цариград, не като владетел, а „като пазител“, но това също засилва опасенията в Лондон. Русия прибягва към пряк натиск върху Османската империя с цел да укрепи влиянието си. Англия и Франция от своя страна подкрепят целостта ѝ и я насърчават да устои на руския натиск, за да предотвратят засилването на Русия и за да се запази баланса на силите. „Балансът на силите“ обяснява през март 1853 г. по повод на парламентарни разисквания след обявяването на войната един от най-изявените ѝ привърженици във Великобритания лорд Палмерстън „означава само това - че редица по-слаби държави могат да се обединят, за да попречат на по-силната да придобие власт, която може да е опасна за тях...“
Непосредствен повод за войната е спорът за контрола над светите места в Йерусалим. За да укрепи своята власт след преврата на 2 декември 1851 г., френският император Наполеон III иска от Османската империя да го признае за суверен на светите земи. Позовавайки се на Кючуккайнарджийския договор от 1774 г., Русия оспорва френските искания. Когато през май 1853 г. Портата отговаря с отказ на искането на руския посланик княз Александър Меншиков за признаване правата на гръцката църква върху светите места, а също за привилегиите на православните християни в Османската империя, император Николай I заповядва на руските войски (80 хил. души) да завземат васалните на султана дунавски княжества Молдова и Влашко „като залог, докато Османската империя не удовлетвори справедливите искания на Русия“. На 21 юни (3 юли) руските войски влизат в дунавските княжества. Англия отговаря с изпращане на военен флот в Дарданелите, където вече има френски кораби. Във Виена се провежда дипломатическа среща с цел да се предотврати войната, но тя се проваля и султанът официално обявява война на 23 октомври 1853 г.

## Военни действия
Русия и Османската империя струпват масирани сили в 2 основни направления – Кавказ и Дунавския фронт. Първоначално турците постигат няколко успеха на Дунавския фронт под командването на Омар паша. В Кавказ успяват да се противопоставят на руснаците с помощта на чеченски мюсюлмани. Николай I изпраща военни кораби, които в Синопското сражение на 30 ноември 1853 разгромяват част от турския флот, закотвен в пристанището на Синоп. Това дава повод на Англия и Франция да обявят война на Русия, а техни войски дебаркират във Варна в края на май 1854 г.
Руският император смята, че Австрийската империя ще запази неутралитет, но австрийците подкрепят ултиматума на Англия и Франция Русия да се изтегли от Дунавските княжества. В резултат през юни руската армия вдига обсадата на Силистра и до септември се изтегля от Влашко и Молдова, като това де факто премахва формалната причина за конфликта. Съюзниците обаче поставят и неприемливи за Русия условия, които Николай I отхвърля и войната се задълбочава.

### Обсада на Севастопол
През септември 1854 съюзническите войски дебаркират в Крим и обсаждат Севастопол – база на руския черноморски флот. Руснаците потапят корабите си, за да блокират пристанището и използват оръдията и екипажите им за усилване на отбраната на града. Обсадата на Севастопол продължава почти една година. Въпреки героичната отбрана, ръководена от адмиралите Нахимов и Корнилов, градът пада на 9 септември 1855 г. след тежки артилерийски бомбардировки.

### Военни действия в други райони
Освен в Крим военни действия с различен мащаб се провеждат в Азовско море, Балтийско море, Бяло море и в Тихия океан (района на Камчатка и Сахалин).

## Край на войната
Руският император Николай I умира през март 1855 г. и на трона се възкачва неговият син Александър II. Той се съгласява да започне преговори за мир в началото на 1856, след като Австрия заплашва да се присъедини към коалицията срещу Русия.
В Париж е свикан конгрес, който завършва с Парижкия мирен договор от 30 март 1856 г. Една от тежките клаузи за Русия е забраната за присъствие на военен флот в Черно море. Русия загубва влияние и престиж, с което не се примирява и което води до изостряне на Източния въпрос. Националноосвободителните движения на Балканите дават повод на Русия да потърси реванш в Руско-турската война от 1877 – 1878 г.

## Българите и Кримската война
Кримската война оказва голямо влияние върху Българското Възраждане и националноосвободително движение.
Избухването на войната и първите успехи на руската армия обнадеждават за пореден път и българската емиграция. Влиятелни търговци, сред които братята Христо и Евлоги Георгиеви, Христо Мустаков, Константин Чокан и др., основават в Букурещ организация, наречена „Епитропия“ и придобила известност по-късно като Добродетелна дружина. Почти по същото време се обединява и българската колония в Южна Русия. Под ръководството на Никола Палаузов, Никола Тошков и Стефан Тошкович в Одеса е създадена политическа организация под името Одеско българско настоятелство.
Първоначално руското правителство гледа на настоятелството с подозрение, но възможността за използване на българите в хода на войната изглежда примамлива и скоро опасенията са приглушени. Нещо повече – Главната квартира на Дунавската армия привлича Никола Палаузов за координатор между военните власти и българската емиграция.
Най-важната цел, която си поставят новосъздадените емигрантски политически формации, се свеждала до сформирането на доброволчески отряд, който да се включи в бойните действия на страната на руската армия. Българите участват във войната още от март 1854 г. – след преминаването на руската армия в Добруджа и обсадата на Силистра. Доброволците са наречени волунтири. Активна дейност в организирането им развива д-р Иван Селимински.
Когато Русия вдига обсадата на Силистра, разпуска българските доброволчески отряди и започва да се изтегля от Влашко и Молдова, в Добруджа започват погроми срещу християните, като отделни убийства има дори в големи градове, като Варна. Това предизвиква бежанска вълна, като около 7 хиляди българи заминават за Бесарабия, но почти всички се връщат по родните си места след края на войната.
Във войната се включват активно и българите в Украйна и Бесарабия. От самото начало на войната се организират доброволно парични дарения, доставка на храни и транспортирането на имущество за армията. През лятото на 1855 година в домовете на българи в Одеса и съседните колонии са настанени 1200 ранени, за които няма място в одеските болници. Правят се опити за създаване на доброволчески части от местни българи, но руското правителство твърдо отказва. Въпреки това украински българи участват в други формирования, особено при действията в Добруджа.
В Парижкия мирен договор българският политически въпрос въобще не се третира. Последният отзвук от Кримската война е опитът за въстание в България през лятото на 1856 г. Начело на подготовката застава Никола Филиповски, известен в българската история под името Дядо Никола.
Въпреки че решаването на българския политически въпрос е отново отложено, Кримската война изиграва изключителна роля за развитието на българското възрожденско общество. Нуждите на султанската армия и на съюзническите части от продоволствие предизвикват чувствително нарастване на селскостопанското и занаятчийското производство. Започва модернизиране на пътищата, пристанищата, пощите.
Кримската война оказала силно влияние и върху духовния живот на възрожденското общество. Досегът със съюзническата армия подпомага опознаването и постепенното възприемане на редица елементи от западноевропейската култура, което има важно значение за преодоляване на затворения и провинциален по характер духовен свят на българите в средата на деветнадесетия век. Неслучайно именно в средата на 1850-те години се организират първите театрални представления, сформират се първите оркестри, появяват се първите читалища.
След войната в българските земи са преселени големи маси черкези, които тероризират мирното население и създават допълнително недоволство към османската власт.